# Piprâwâ
Piprâwâ est un site archéologique situé dans le district de Sidhartha Nagar dans l'Uttar Pradesh en Inde. Selon les archéologues indiens, il s'agirait d'un meilleur candidat pour le site de Kapilavastu, résidence du Bouddha pendant sa jeunesse, que Tilaurakot dans le district de Lumbini au Népal.

## Site archéologique
Des fouilles effectuées sur le site par l'ingénieur colonial britannique et propriétaire terrien William Claxton Peppe mettent au jour en 1898 les ruines d'un grand stûpa, d'un diamètre de 40 m et qui devait culminer à plus de 10 m, très probablement antérieur au règne d'Ashoka. Après que la main-d’œuvre coolie ait creusé une grande tranchée vers le cœur du tombeau, l'exploration du stupa révèle le 18 janvier dans une alcôve un coffre en grès abritant cinq reliquaires contenant des cendres, des ossements et près de 600 bijoux en or, argent et pierres semi-précieuses. Sa découverte la plus importante parmi les vases reliquaires est une urne en stéatite portant une inscription en caractères brahmaniques qui peut s'interpréter comme : « Ce tombeau destiné aux cendres du Bouddha, l'éveillé, est l'œuvre pieuse des Śākya, ses frères, liés à leurs sœurs, et leurs enfants, et leurs épouses. » en caractères pré-Ashoka, peut-être la plus ancienne trouvée en Inde. Néanmoins l'authenticité de ces trouvailles fait l'objet de doutes depuis le début ; elles sont soupçonnées d'être des faux fournis par Alois Anton Führer, archéologue officiel pour l'Archaeological Survey of India au service du Raj britannique, actif dans la région et renvoyé pour fraude pour avoir vendu des fausses reliques de Bouddha et contrefait des inscriptions anciennes. 
En 1899, le gouvernement britannique des Indes se débarrasse de ces reliques controversées en les offrant à titre de cadeau diplomatique au roi de Siam bouddhiste Rama V.
De 1971 à 1973, le site est de nouveau fouillé par une équipe de l' l'Archaeological Survey of India menée par K. M. Srivastava qui remet au jour l'excavation comblée de Peppe et découvre dessous un tombeau plus ancien avec deux petites salles contenant chacune un coffre en stéatite et 22 fragments d'ossements qu'il affirme être ceux du Bouddha. Néanmoins beaucoup restent sceptiques, comme Herbert Härtel, qui estime que l'affirmation de Srivastava n'est pas prouvable et que le débat autour de Piprâwâ manque de rigueur scientifique. Ces ossements sont conservés dans le musée national de New Delhi. Une équipe d'archéologues de l'Université de Bedford appelée à Lumbini en 2001 pour une évaluation du site a estimé qu'aucun élément déterminant ne permettait encore de décider qui, de Piprâwâ ou Tilaurakot près de Lumbini, était l'emplacement de Kapilavastu.